# Miss Univers Thaïlande
Ne doit pas être confondu avec Miss Thaïlande ou Miss Monde Thaïlande.
Miss Univers Thaïlande (thaï : มิสยูนิเวิร์สไทยแลนด์) est un concours de beauté thaïlandais créé en 2000. Jusqu'en 2012, il portait le nom de Miss Thaïlande Univers. La grande gagnante participe au concours de Miss Univers.
L'actuelle Miss Univers Thaïlande est Opal Suchata Chuangsri.

## Histoire
En 2000, Bangkok Broadcasting & T.V. Co., Ltd. (Channel 7) a obtenu les droits pour organiser le concours Miss Thaïlande Univers et envoyer une représentante thaïlandaise au concours Miss Univers, après que Miss Thaïlande a perdu sa licence en 1999. Kulthida Yenprasert a été la première Miss Thaïlande Univers élue en mars 2000. 
En 2012, une autre chaine de télévision de l'armée royale thaïlandaise, Channel 5, a obtenu les droits d'organisation. Le concours a alors été renommé Miss Univers Thaïlande.

## Résultats au concours Miss Univers
À l'époque pré-Miss Thaïlande Univers, 2 thaïlandaises avaient déjà décroché le titre de Miss Univers : la première Apasra Hongsakula élue à Miami en 1965 et la seconde Porntip Nakhirunkanok élue à Taipei en 1988. Ce qui a parmi à la Thaïlande d'accueillir l'élection de Miss Univers en 1992.
En 2005, la Thaïlande a une seconde fois accueilli le concours. Chananporn Rosjan, Miss Thaïlande Univers 2005, y a gagné le prix du meilleur costume national.
Au concours de Miss Univers 2006 à Los Angeles, Charm Onwarin Osathanond est entrée dans le Top 20. C'était la première thaïlandaise demi-finaliste, 18 ans après Porntip Nakhirunkanok en 1988.
L'année suivante à Miss Univers 2007 à Mexico, Farung Yuthithum est entrée dans le Top 15, 14e plus précisément.
À partir de 2015, la Thaïlande effectue des meilleurs classements à Miss Univers avec Aniporn Chalermburanawong (Top 10 à Miss Univers 2015), Chalita Suansane (Top 6 à Miss Univers 2016), Maria Lynn Ehren (Top 5 à Miss Univers 2017), Sophida Kanchanarin (Top 10 à Miss Univers 2018), Paweensuda Drouin (Top 5 à Miss Univers 2019), et Amanda Obdam (Top 10 à Miss Univers 2020) et plus récemment Anntonia Porsild, première dauphine de Miss Univers 2023 ainsi que Suchata Chuangsri, troisième dauphine de Miss Univers 2024.

## Lauréates
| Année | Nom                            | Province            | Rang atteint à Miss Univers | Récompense spéciale à Miss Univers           |
| ----- | ------------------------------ | ------------------- | --------------------------- | -------------------------------------------- |
| 2024  | Suchata Chuangsri              | Bangkok             | 3me dauphine                |                                              |
| 2023  | Anntonia Porsild               | Nakhon Ratchasima   | 1re dauphine                |                                              |
| 2022  | Anna Sueangam-iam              | Bangkok             |                             |                                              |
| 2021  | Anchilee Scott-Kemmis          | Chachoengsao        |                             |                                              |
| 2020  | Amanda Obdam                   | Phuket              | Finaliste Top 10            |                                              |
| 2019  | Paweensuda Drouin              | Bangkok             | Finaliste Top 5             |                                              |
| 2018  | Sophida Kanchanarin            | Bangkok             | Finaliste Top 10            |                                              |
| 2017  | Maria Lynn Ehren               | Bangkok             | Finaliste Top 5             |                                              |
| 2016  | Chalita Suansane               | Samut Prakan        | Finaliste Top 6             |                                              |
| 2015  | Aniporn Chalermburanawong      | Lampang             | Finaliste Top 10            | Meilleur Costume National                    |
| 2014  | Allison Sansom (remplaçante)   | Bangkok             |                             |                                              |
| 2014  | Weluree Ditsayabut (démission) | Kanchanaburi        | n'a pas concouru*           | n'a pas concouru*                            |
| 2013  | Chalita Yaemwannang            | Nakhon Ratchasima   |                             |                                              |
| 2012  | Farida Waller                  | Krabi               |                             |                                              |
| 2011  | Chanyasorn Sakornchan          | Chonburi            |                             |                                              |
| 2010  | Fonthip Watcharatrakul         | Samut Prakan        |                             | Miss Photogénique, Meilleur Costume National |
| 2009  | Chutima Durongdej              | Bangkok             |                             | Miss Photogénique                            |
| 2008  | Gavintra Photijak              | Nong Khai           |                             | Meilleur Costume National                    |
| 2007  | Farung Yuthithum               | Pathum Thani        | Demi-finaliste Top 15       |                                              |
| 2006  | Charm Onwarin Osathanond       | Bangkok             | Demi-finaliste Top 20       |                                              |
| 2005  | Chananporn Rosjan              | Bangkok             |                             | Meilleur Costume National                    |
| 2004  | Morakot Aimee Kittisara        | Bangkok             |                             |                                              |
| 2003  | Yaowalak Traisurat             | Nakhon Si Thammarat |                             |                                              |
| 2002  | Janjira Janchome               | Phitsanulok         |                             |                                              |
| 2001  | Varinthorn Phadoongvithee      | Nonthaburi          |                             |                                              |
| 2000  | Kulthida Yenprasert            | Bangkok             |                             |                                              |

## Résultats par Provinces
| Province            | Titre | Années                                                                         |
| ------------------- | ----- | ------------------------------------------------------------------------------ |
| Bangkok             | 11    | 2000, 2004, 2005, 2006, 2009, 2014 (remplaçante), 2017, 2018, 2019, 2022, 2024 |
| Nakhon Ratchasima   | 2     | 2013, 2023                                                                     |
| Samut Prakan        | 2     | 2010, 2016                                                                     |
| Chachoengsao        | 1     | 2021                                                                           |
| Chonburi            | 1     | 2011                                                                           |
| Kanchanaburi        | 1     | 2014 (démission)                                                               |
| Krabi               | 1     | 2012                                                                           |
| Lampang             | 1     | 2015                                                                           |
| Nakhon Si Thammarat | 1     | 2003                                                                           |
| Nonthaburi          | 1     | 2001                                                                           |
| Pathum Thani        | 1     | 2007                                                                           |
| Phitsanulok         | 1     | 2002                                                                           |
| Phuket              | 1     | 2020                                                                           |